# Hindsgavl Amt
Hindsgavl Amt blev oprettet i 1662 af det tidligere Hindsgavl Len. Amtet bestod kun af et enkelt herred, nemlig Vends. Amtet blev nedlagt ved reformen af 1793, og indgik derefter i Odense Amt. 
Fra 1842 til 1970 var herredet en del af Assens Amtrådskreds. Derefter indgik området i Fyns Amt. 

## Amtmænd
- 1768 – 1783: Henrik Bille-Brahe
- 1783 – 1809: Ludvig Frederik Wedell-Wedellsborg